# Galbeni, Botoșani
Galbeni este un sat în comuna Havârna din județul Botoșani, Moldova, România.